# Бударагин, Виктор Александрович
Виктор Александрович Бударагин (1919—1992) — советский лётчик-бомбардировщик авиации Военно-Морского флота, участник советско-финской и Великой Отечественной войн, Герой Советского Союза (19 августа 1944). Майор (15 января 1952).

## Биография
Родился 11 февраля 1919 года в Астрахани в семье служащего. В 1930 году семья переехала в город Муром, там он окончил 7 классов средней школы № 13 (ныне школа № 16) и далее учился в школе ФЗУ Муромского машиностроительного завода имени Орджоникидзе. Получив профессию кузнеца, год проработал на этом предприятии. Окончил два курса металлургического техникума в городе Выкса Горьковской (ныне — Нижегородской) области.
В сентябре 1939 года был призван на службу в Рабоче-крестьянский Красный Флот. Окончил школу младших авиационных специалистов военно-воздушных сил Балтийского флота. Служил в 12-й отдельной авиационной эскадрилье ВВС Балтийского флота, в рядах которой принимал участие в советско-финской войне в должности воздушного стрелка-радиста.
С июня 1941 года участвовал в Великой Отечественной войне на самолёте МБР-2. Был воздушным стрелком-радистом в 44-й отдельной авиационной эскадрилье ВВС КБФ. В этой должности к концу 1942 года выполнил 145 боевых вылетов (в том числе 136 ночных), в которых экипаж потопил 2 торпедных катера, уничтожил 7 складов боеприпасов, 5 зенитных установок, повредил 1 транспорт и 1 сторожевой катер. За эти подвиги старший сержант Бударагин был награждён первым орденом Красного Знамени. Летом 1942 года Бударагин был ранен.
В ноябре 1942 года окончил ускоренные курсы штурманов при 7-й учебной авиационной эскадрилье ВВС КБФ. В 1943 году он был назначен штурманом экипажа в 58-й отдельной авиационной эскадрилье ВВС КБФ к сержанту Вадиму Евграфову. Этот экипаж, ставший одним из лучших в полку, совершил несколько десятков вылетов на летающей лодке «МБР-2» на бомбардировку войск противника и воздушную разведку. Они участвовали в операции по снятию блокады Ленинграда.
В 1943 году эскадрилья была расформирована, а личный состав передан в 1-й гвардейский минно-торпедный авиационный полк ВВС Балтийского флота. Там лётчики освоили самолёт А-20 «Бостон». За 1943 год Бударагин выполнил 96 ночных боевых вылетов.
К середине июля 1944 года штурман самолёта 1-й эскадрильи 1-го гвардейского минно-торпедного авиаполка 8-й минно-торпедной авиадивизии ВВС Балтийского флота гвардии лейтенант Виктор Бударагин совершил 228 боевых вылетов, 111 из которых — на бомбардировку, 19 — на поиск и уничтожение кораблей противника, 55 — на разведку, 25 — на специальные задания, 4 — на минные постановки, 19 — на крейсерские полёты. В ходе боевых вылетов Бударагиным и Евграфовым были потоплены 4 вражеских транспорта общим водоизмещением 22500 тонн и 2 торпедных катера, уничтожены 7 складов, 5 зенитных орудий, повреждены 1 транспорт и 1 сторожевой катер.
Указом Президиума Верховного Совета СССР от 19 августа 1944 года за «образцовое выполнение заданий командования и проявленные мужество и героизм в боях с немецкими захватчиками» гвардии лейтенанту Виктору Александровичу Бударагину присвоено звание Героя Советского Союза с вручением ордена Ленина и медали «Золотая Звезда» за номером 4334.
Когда в августе 1944 года погиб Евграфов, Бударагин начал летать на задания в разных экипажах с молодыми пилотами. Всего к концу войны Бударагин совершил 365 (по другим данным 339) боевых вылетов, в ходе которых потопил 10 кораблей и судов, уничтожил 9 береговых орудий, 11 складов, а также множество другой техники и живой силы противника.
После окончания войны продолжил службу в Военно-Морском флоте. Он был переведён начальником минно-торпедной службы в 51-й минно-торпедный авиационный полк ВВС Балтийского флота, затем до декабря 1950 года служил штурманом этого полка. В мае 1947 года вступил в ВКП(б). В 1951 году он окончил Высшие специальные офицерские курсы ВМФ. С декабря 1951 года служил в 52-м гвардейском минно-торпедном авиационном полку ВВС 5-го ВМФ на Тихом океане: начальник минно-торпедной службы полка, штурман звена. В сентябре 1953 года гвардии майор В. А. Бударагин был уволен в запас.
Проживал в городе Красногорске Московской области, работал в Московском бактериологическом институте имени И. И. Мечникова, колхозе «Завет Ильича», затем диспетчером на Красногорском механическом заводе. Скончался 6 января 1992 года, похоронен на Пенягинском кладбище.

## Награды
- Герой Советского Союза (19.08.1944)
- Орден Ленина (19.08.1944)
- Три ордена Красного Знамени (1.04.1943, 27.05.1944, 24.10.1944)
- Два орденами Отечественной войны 1-й степени (10.02.1945; 11.03.1985)
- Медаль «За боевые заслуги» (27.12.1951)
- Медаль «За оборону Ленинграда» (1943)
- Ряд других медалей СССР[3]
- Почётный гражданин города Сергач Нижегородской области (13.09.1979)[6]

## Память
- Мемориальная доска установлена в 2000 году в Красногорске на доме, в котором жил Герой (ул. Пионерская, д. 19).
- В городе Выкса установлена памятная доска.
- На Аллее Героев в Окском парке города Муром установлена стела с барельефом Героя.
- Установлен барельеф Героя на Аллее Героев города Сергач Нижегородская области.
- В городе Сергач его именем названа улица[7].

## Дополнительные факты
- В экипаже Вадима Евграфова весной 1944 года Бударагин совершал вылеты на именном самолёте, построенном на средства, пожертвованные американским актёром Рэдом Скелтоном[8].